# Bellota
Bellota (лат. , «жёлудь») — род аранеоморфных пауков из подсемейства Dendryphantinae в семействе пауков-скакунов (Salticidae). Два вида обитают в Южной Азии (в Пакистане), ещё два вида обитают в Северной Америке (в Соединённых Штатах Америки) и остальные пять видов распространены в странах Южной Америки.

## Виды
- Bellota fascialis Dyal, 1935 — Пакистан
- Bellota formicina (Taczanowski, 1878) — Перу
- Bellota livida Dyal, 1935 — Пакистан
- Bellota micans Peckham & Peckham, 1909 — США
- Bellota modesta (Chickering, 1946) — Панама
- BBellota peckhami Galiano, 1978 — Венесуэла
- Bellota violacea Galiano, 1972 — Бразилия
- Bellota wheeleri Peckham & Peckham, 1909 — США
- Bellota yacui Galiano, 1972 — Аргентина